# Jean Howard
Jean Howard (nacida como Ernestine Hill, Longview, Texas; 13 de octubre de 1910-Beverly Hills, California; 20 de marzo de 2000) fue una actriz estadounidense de teatro y cine, además de haberse desempeñado como bailarina y fotógrafa.

## Biografía
Jean Howard nació en 1910 en Longview, Texas, EE. UU. Creció en Dallas y su padre viajaba como vendedor. Siendo adolescente acompañó a un sobrino a sacarse una foto y el fotógrafo, Paul Mahoney, también la retrató a ella y le sugirió que podría ganarse la vida con ello. Se convirtió en su maestro y mentor, ella adoptó el nombre de Ernestine Mahoney y empezó a participar en concursos de belleza y desfiles de moda. Su padre pagó sus gastos mientras Mahoney la enseñaba. Actuó en obras teatrales locales antes de ir a Hollywood a finales de los años 1920, donde formó parte del Studio Club, un grupo de jóvenes mujeres aspirantes a estrellas. Tras responder a un anuncio, su debut en el cine se produjo en la película Whoopee (1930). Florenz Ziegfeld Jr. seleccionó a Howard como una de las cuatro mujeres de esa película para aparecer en su próxima producción musical, Smiles, pero tuvo que regresar a Dallas para el funeral de su padre, que había fallecido en un accidente de tráfico. Ziegfeld luego le dio un papel en Ziegfeld Follies of 1931, presentándola como Jean Howard. Después apareció en la siguiente producción de Ziegfeld, Hot-Cha (1932).
Un contrato con MGM resultó en la aparición de Howard en The Prizefighter and the Lady (1933) y Broadway to Hollywood (1933). Posteriormente también actuó en Claudia (1943), Break of Hearts, Dancing Lady y The Final Hour.
Howard estudió fotografía en el Centro de Arte de Los Ángeles. Apareció en tres producciones de Broadway: La Edad de Inocencia con Franchot Tone; Ziegfeld Follies con Iris Adrian, y con Harry Richman en Evensong. 
A menudo usaba su cámara para capturar momentos de la vida social del Hollywood de la décadas de 1940 y 1950, fotografiando fiestas, reuniones, eventos deportivos, etc retratando a Tyrone Power, Gene Tierney, Richard Burton, Cole Porter, Judy Garland, Grace Kelly, Hedy Lamarr, Jennifer Jones, Deborah Kerr, Geraldine Page, Ethel Barrymore, Laurence Olivier y Vivian Leigh. Se publicaron dos libros con sus fotografías: Jean Howard's Hollywood: A Photo Memoir (1989) y Viajes con Cole Porter (1991).

## Vida personal
Howard se casó con el agente de talentos de Hollywood Charles K. Feldman en 1934 en Harrison, Nueva York y se divorciaron en 1948, aunque continuaron viviendo juntos hasta 1968. No tuvieron hijos. En los siguientes años Howard permaneció en la isla de Capri, donde contrajo matrimonio con Tony Santoro, un músico italiano, en 1973. Falleció el 20 de marzo del 2000 en Beverly Hills, California y fue enterrada en el Hollywood Forever Cemetery. 